# Лінкольн-Вілледж (Каліфорнія)
Лінкольн-Вілледж (англ. Lincoln Village) — переписна місцевість (CDP) в США, в окрузі Сан-Хоакін штату Каліфорнія. Населення — 4401 особа (2020).

## Географія
Лінкольн-Вілледж розташований за координатами 38°0′20″ пн. ш. 121°20′2″ зх. д. / 38.00556° пн. ш. 121.33389° зх. д. (38.005487, -121.333801).  За даними Бюро перепису населення США в 2010 році переписна місцевість мала площу 1,91 км², уся площа — суходіл.

## Демографія
Згідно з переписом 2010 року, у переписній місцевості мешкала 4381 особа в 1565 домогосподарствах у складі 1142 родин. Густота населення становила 2298 осіб/км².  Було 1671 помешкання (877/км²).
Расовий склад населення:
| - 67,8 % — білих - 6,1 % — азіатів - 3,5 % — чорних або афроамериканців - 1,3 % — корінних американців - 0,3 % — вихідців з тихоокеанських островів - 12,2 % — осіб інших рас |

До двох чи більше рас належало 8,7 %. Частка іспаномовних становила 32,5 % від усіх жителів.
За віковим діапазоном населення розподілялося таким чином: 27,9 % — особи молодші 18 років, 58,2 % — особи у віці 18—64 років, 13,9 % — особи у віці 65 років та старші. Медіана віку мешканця становила 36,2 року. На 100 осіб жіночої статі у переписній місцевості припадало 90,9 чоловіків;  на 100 жінок у віці від 18 років та старших — 86,9 чоловіків також старших 18 років.
Середній дохід на одне домашнє господарство  становив 62 674 долари США (медіана — 55 221), а середній дохід на одну сім'ю — 69 158 доларів (медіана — 61 786). За межею бідності перебувало 8,9 % осіб, у тому числі 3,3 % дітей у віці до 18 років та 0,0 % осіб у віці 65 років та старших.
Цивільне працевлаштоване населення становило 1563 особи. Основні галузі зайнятості: освіта, охорона здоров'я та соціальна допомога — 28,4 %, публічна адміністрація — 13,6 %, будівництво — 10,0 %, науковці, спеціалісти, менеджери — 9,8 %.